# Garmon
Garmon (russisk: Гармонь) er en sovjetisk film fra 1934 af Igor Savtjenko.

## Medvirkende
- Zoja Fjodorova - Marjusenka
- Pjotr Savin - Timosjka
- Igor Savtjenko
- Nikolaj Gorlov - Mitya
- Nikolaj Jarotjkin